# 2015 au Maroc
Chronologie du Maroc
- 2011
- 2012
- 2013
- 2014
- 2015
- 2016
- 2017
- 2018
- 2019

Cet article présente les faits marquants de l'année 2015 au Maroc ou relatifs au Maroc.

## Événements
- Au Maroc, la loi organique relative à la loi de finances est le texte déterminant le cadre juridique des lois de finances. C'est une loi organique, qui a une valeur supérieure à la loi ordinaire. Publiée au bulletin officiel en juin 2015, elle remplace le précédent cadre datant de 1972.
- Le Code pénal marocain est la codification du droit pénal au Maroc. Il est entré en vigueur le 17 juin 1963 pour remplacer le Code pénal de 1913. Promulgué par le dahir no 413-59-1 et amendé à plusieurs reprises en vue de l'aligner aux conventions internationales ratifiées par le Royaume, il a fait l'objet d'une réforme importante en 2015.
- Les Élections à la chambre des conseillers marocaine de 2015 ont lieu le 2 octobre 2015 afin d'élire au suffrage indirect les 120 sièges de la Chambre haute du Maroc.
- Les élections régionales marocaines de 2015 ont lieu le 4 septembre 2015 afin d'élire pour six ans les conseils régionaux du Maroc. Il s'agit des premières du genre dans le pays[1].
- Les élections communales marocaines de 2015 ont lieu le  4 septembre 2015 afin de renouveler pour six ans les membres des conseils communaux du Maroc. Des élections régionales ont lieu simultanément.

## Sports
- Le Africa Eco Race 2015 est le 7e Africa Eco Race. Le départ fictif est donné à Saint-Cyprien en France le 28 décembre 2014. Le départ officiel se déroule à Nador au Maroc deux jours plus tard. Les concurrents arrivent à Dakar le 11 janvier 2015.
- La saison 2014-2015 est la cinq-sixième édition du championnat du Maroc de basket-ball.
- La 17e édition des championnats d'Afrique de boxe amateur 2015 s'est déroulée à Casablanca, au Maroc, du 17 au 24 août 2015.
- Le rallye-raid du Maroc 2015 est la 16e édition Rallye du Maroc (rallye-raid). Il s'agit de la dernière étape du Championnat du monde des rallyes-raids 2015.
- La coupe du monde de tir à l'arc en salle de 2015 est la cinquième édition annuelle de la coupe du monde en salle organisée par la World Archery Federation (WA). Elle regroupe des compétitions individuelles dans les catégories d'arc classique et arc à poulies.
- La 28e édition de la Tour du Maroc a eu lieu du 3 au 12 avril 2015. La course fait partie du calendrier UCI Africa Tour 2015 en catégorie 2.2.

### Football
- La Coupe nord-africaine des clubs 2015, appelée également Coupe de l'UNAF des clubs 2015 est la première édition de cette compétition qui s'est déroulé du 14 au 19 août 2015, dans le Stade Mohammed V, à Casablanca[2].
- La Coupe du Trône 2015 est la 59e édition de la Coupe du Trône de football.
- La saison 2014-2015 de la Botola Pro est la 99e édition du Championnat du Maroc de football. Il s'agit de la 4e édition du championnat sous l'ère professionnelle. Le Wydad AC qui est recordman de cette compétition remporte son 18e sacre de champion du Maroc.
- La saison 2015-2016 de la Botola Pro1 IAM est la 100e édition du Championnat du Maroc de football. Il s'agit de la 5e édition du championnat sous l'ère professionnelle. Le Fath US remporte son premier titre de champion du Maroc enfin et après 70 ans de son existence.
- La saison 2014-2015 du Raja Club Athletic est la 66e de l'histoire du club depuis sa fondation le 20 mars 1949. Elle fait suite à la saison 2013-2014 dans laquelle le Raja s'est classé 2e en championnat, et s'est incliné lors de deux finales, une en Coupe du Trône et l'autre en Coupe du monde des clubs de la FIFA.
- La Saison 2015-2016 du Raja Club Athletic est la 67e de l'histoire du club depuis sa fondation le 20 mars 1949. Elle fait suite à une saison 2014-2015 catastrophique qui a vu les Verts terminer le championnat en 8e position.
- Lors de la saison 2015-2016, le Wydad Athletic Club est engagé dans trois compétitions officielles : la Botola PRO, la Coupe du Trône et enfin la Ligue des Champions.

### Tennis
- Le tournoi du Maroc est un tournoi de tennis professionnel masculin. L'édition 2015, classée en catégorie ATP 250, s'est disputée du 6 au 12 avril 2015[3].
- Le tournoi de tennis du Maroc est un tournoi de tennis professionnel féminin. L'édition 2015, classée en catégorie International, se dispute à Marrakech du 27 avril au 2 mai 2015[4].

## Culture
- La neuvième édition du Festival international du film de femmes de Salé, s'est tenue du 28 septembre au 3 octobre 2015.
- Affame ton chien est un film marocain réalisé par Hicham Lasri, sorti en 2015.
- Aïda (en arabe : عايدة) est un film dramatique marocain réalisé par Driss Mrini et sorti en 2015.
- La Moitié du ciel est un film franco-marocain réalisé par Abdelkader Lagtaâ, adapté du roman autobiographique La Liqueur d'aloès de Jocelyne Laâbi[5].
- Much Loved est un film franco-marocain réalisé par Nabil Ayouch, sorti en 2015.
- L'Orchestre de minuit est une comédie dramatique marocaine réalisée par Jérôme Cohen-Olivar, sortie en 2015.
- L'Orchestre des aveugles est un film dramatique marocain réalisé par Mohamed Mouftakir, sorti en 2015.